# Козачковський Осип Іванович
Козачковський Осип Іванович (*1771 — †після 1817) — викладач, ректор Переяславської семінарії. Батько товариша Тараса Шевченка, лікаря Андрія Козачковського.
Шевченко гостював у сина Осипа Козачковського — Андрія — з перервами у серпні, жовтні, листопаді, грудні 1845 року.

## Біографія
Навчався Осип Козачковський у Києво-Могилянській академії до 1793 року, закінчивши її повний курс. З 1 жовтня 1793 працював у Києво-Могилянській академії вчителем нижчого, а з вересня 1795 — вищого граматичного класів та професором поетики й риторики.
9 вересня 1798 запрошений до Переяслава, де викладав у Переяславській семінарії географію, історію та філософію. 1802—1817 — префект, потім інспектор, згодом — ректор цього навчального закладу.
Був одружений з дочкою протоієрея Федора Домонтовича.